# Премия Джорджа Полка
Премии Джорджа Полка в журналистике  — серия американских журналистских премий, присуждаемых ежегодно Лонг-Айлендским университетом.

## История
Премии Джорджа Полка были учреждены в 1948 году, в память корреспондента CBS Джорджа Полка, убитого при освещении гражданской войны в Греции. В 2009 году бывший главный редактор New York Times Джон Дарнтон был объявлен куратором премий Джорджа Полка.

## Лауреаты премий[2]
- Эдди Адамс, Christiane Amanpour (многократно), Roger Angell;
- Джон Фишер Бёрнс, Джеймс Болдуин, Red Barber, Erik Barnouw, Donald L. Barlett (многократно), Richard Behar (многократно), Larry Bensky, Ed Bradley, Jimmy Breslin, Joel Brinkley, Robert Brustein;
- Уильям О. Дуглас;
- Stephen Evans;
- Leila Fadel, Stefan Forbes, Thomas Friedman, Fred Friendly;
- Anne Garrels, Henry Louis Gates, Amy Goodman, Adam Gopnik, Michael R. Gordon, Philip Gourevitch, Alan Cowell, Roy Gutman;
- David Halberstam, Майкл Хастингс, Сеймур Херш (многократно);
- Питер Дженнингс;
- Pauline Kael, Matthew Kauffman, Murray Kempton, Ronald Kessler (многократно), John Kifner (многократно), Ted Koppel, Joshua Kors;
- Charles Kuralt Joseph Lelyveld (многократно);
- Norman Mailer, Mary Ellen Mark, Jim McKay, Carey McWilliams, Chris Mortensen, Bill Moyers (многократно), Edward R. Murrow, Lisa Myers;
- Allan Nairn, Jack Newfield;
- John Bertram Oakes (многократно);
- Роберт Пэрри;
- Gayle Reaves, Джеймс Рестон, Leo Rosten;
- Morley Safer, Harrison Salisbury, Diane Sawyer, Daniel Schorr, George Seldes, Eric Sevareid, William Shawn, Уильям Ширер, Ховард Смит, Edward Sore, Сьюзен Зонтаг, James Steele (многократно), Joe Stephens (трижды), I. F. Stone, Стадс Теркел;
- Nina Totenberg;
- Уолтер Кронкайт;
- Дэвид Род;
- безымянные авторы видеозаписи, запечатлевшей смерть Неды Ага-Солтан.

## Категории
- Иностранный репортаж
- Радиорепортаж
- Фотожурналистика
- Экономический репортаж
- Бизнес-репортаж
- Трудовой репортаж
- Судебный репортаж
- Национальный репортаж
- Интернет-репортаж
- Газетный репортаж
- Правительственный репортаж
- Репортаж просвещения
- Местный репортаж
- Телевизионный репортаж
- Блог Josh Marshall’s blog стал первым блогом, получившим Премию Полка в 2008 году за репортаж US Attorney Scandal.[3]